# Usine Leroy (Livarot)
Pour les articles homonymes, voir Usine Leroy.
L'usine Leroy est un ancien bâtiment industriel situé sur la commune de Livarot, dans le département français du Calvados.

## Localisation
L'usine est située dans le département français du Calvados, sur la commune de Livarot.

## Historique
L'usine est construite en 1841 par Jean Lambert-Fournet, industriel et maire de Lisieux, en tant qu'usine de filature de lin. Elle est reconvertie en 1899 pour servir d'usine d'emballage de Livarot. Elle a ensuite servi de séchoir. Elle abrite une machine à vapeur, inscrite monument historique au titre objet en 1989.
L'édifice est inscrit au titre des monuments historiques par arrêté du 18 novembre 1988.